# Olympische Sommerspiele 1996/Tischtennis – Einzel (Frauen)
Das Fraueneinzel im Tischtennis bei den Olympischen Spielen 1996 in Atlanta wurde vom 24. bis 31. Juli im Georgia World Congress Center ausgetragen. Im Vergleich zum Einzel 1992 in Barcelona wurde wieder ein Spiel um Bronze ausgespielt.

## Gruppenphase

### Gruppe A
| Rang | Athletin       | S | N | Sätze | Sätze | Punkte | Punkte |     | China Volksrepublik | Schweden | Vereinigtes Konigreich | Uganda |
| ---- | -------------- | - | - | ----- | ----- | ------ | ------ | --- | ------------------- | -------- | ---------------------- | ------ |
| 1    | Deng Yaping    | 3 | 0 | 6     | 0     | 126    | 53     | —   | 2:0                 | 2:0      | 2:0                    |        |
| 2    | Marie Svensson | 2 | 1 | 4     | 2     | 103    | 81     | 0:2 | —                   | 2:0      | 2:0                    |        |
| 3    | Lisa Lomas     | 1 | 2 | 2     | 4     | 90     | 101    | 0:2 | 0:2                 | —        | 2:0                    |        |
| 4    | June Kyakobye  | 0 | 3 | 0     | 6     | 42     | 126    | 0:2 | 0:2                 | 0:2      | —                      |        |

### Gruppe B
| Rang | Athletin      | S | N | Sätze | Sätze | Punkte | Punkte |     | China Volksrepublik | Japan | Frankreich | Uganda |
| ---- | ------------- | - | - | ----- | ----- | ------ | ------ | --- | ------------------- | ----- | ---------- | ------ |
| 1    | Qiao Hong     | 3 | 0 | 6     | 0     | 126    | 71     | —   | 2:0                 | 2:0   | 2:0        |        |
| 2    | Rika Satō     | 2 | 1 | 4     | 2     | 118    | 89     | 0:2 | —                   | 2:0   | 2:0        |        |
| 3    | Wang Xiaoming | 1 | 2 | 2     | 4     | 103    | 97     | 0:2 | 0:2                 | —     | 2:0        |        |
| 4    | Mary Musoke   | 0 | 3 | 0     | 6     | 36     | 126    | 0:2 | 0:2                 | 0:2   | —          |        |

### Gruppe C
| Rang | Athletin        | S | N | Sätze | Sätze | Punkte | Punkte |     | Chinesisch Taipeh | Neuseeland | Italien | Libanon |
| ---- | --------------- | - | - | ----- | ----- | ------ | ------ | --- | ----------------- | ---------- | ------- | ------- |
| 1    | Chen Jing       | 3 | 0 | 6     | 1     | 145    | 88     | —   | 2:0               | 2:1        | 2:0     |         |
| 2    | Li Chunli       | 2 | 1 | 4     | 2     | 109    | 76     | 0:2 | —                 | 2:0        | 2:0     |         |
| 3    | Alessia Arisi   | 1 | 2 | 3     | 4     | 116    | 120    | 1:2 | 0:2               | —          | 2:0     |         |
| 4    | Larissa Chouaib | 0 | 3 | 0     | 6     | 40     | 126    | 0:2 | 0:2               | 0:2        | —       |         |

### Gruppe D
| Rang | Athletin           | S | N | Sätze | Sätze | Punkte | Punkte |     | China Volksrepublik | Vereinigte Staaten | Slowakei | Chile |
| ---- | ------------------ | - | - | ----- | ----- | ------ | ------ | --- | ------------------- | ------------------ | -------- | ----- |
| 1    | Liu Wei            | 3 | 0 | 6     | 2     | 161    | 112    | —   | 2:1                 | 2:1                | 2:0      |       |
| 2    | Amy Feng           | 2 | 1 | 5     | 2     | 129    | 112    | 1:2 | —                   | 2:0                | 2:0      |       |
| 3    | Valentina Popovová | 1 | 2 | 3     | 4     | 126    | 119    | 1:2 | 0:2                 | —                  | 2:0      |       |
| 4    | Berta Rodríguez    | 0 | 3 | 0     | 6     | 53     | 126    | 0:2 | 0:2                 | 0:2                | —        |       |

### Gruppe E
| Rang | Athletin       | S | N | Sätze | Sätze | Punkte | Punkte |     | Hongkong 1959 | Rumänien | Niederlande | Venezuela 1954 |
| ---- | -------------- | - | - | ----- | ----- | ------ | ------ | --- | ------------- | -------- | ----------- | -------------- |
| 1    | Chai Po Wa     | 3 | 0 | 6     | 1     | 144    | 78     | —   | 2:1           | 2:0      | 2:0         |                |
| 2    | Adriana Simion | 2 | 1 | 5     | 2     | 126    | 106    | 1:2 | —             | 2:0      | 2:0         |                |
| 3    | Mirjam Hooman  | 1 | 2 | 2     | 4     | 100    | 114    | 0:2 | 0:2           | —        | 2:0         |                |
| 4    | Fabiola Ramos  | 0 | 3 | 0     | 6     | 54     | 126    | 0:2 | 0:2           | 0:2      | —           |                |

### Gruppe F
| Rang | Athletin      | S | N | Sätze | Sätze | Punkte | Punkte |     | Kanada | Korea Sud | Niederlande |
| ---- | ------------- | - | - | ----- | ----- | ------ | ------ | --- | ------ | --------- | ----------- |
| 1    | Geng Lijuan   | 2 | 0 | 4     | 0     | 84     | 58     | —   | 2:0    | 2:0       |             |
| 2    | Park Kyung-ae | 1 | 1 | 2     | 2     | 71     | 74     | 0:2 | —      | 2:0       |             |
| 3    | Gerdie Keen   | 0 | 2 | 0     | 4     | 61     | 84     | 0:2 | 0:2    | —         |             |

### Gruppe G
| Rang | Athletin      | S | N | Sätze | Sätze | Punkte | Punkte |     | Deutschland | Japan | Kroatien | Tunesien |
| ---- | ------------- | - | - | ----- | ----- | ------ | ------ | --- | ----------- | ----- | -------- | -------- |
| 1    | Nicole Struse | 3 | 0 | 6     | 1     | 144    | 80     | —   | 2:1         | 2:0   | 2:0      |          |
| 2    | Taeko Todo    | 2 | 1 | 3     | 2     | 93     | 95     | 1:2 | —           | 2:0   | 2:0      |          |
| 3    | Tamara Boroš  | 1 | 2 | 2     | 4     | 92     | 110    | 0:2 | 0:2         | —     | 2:0      |          |
| 4    | Sonia Touati  | 0 | 3 | 0     | 4     | 40     | 84     | 0:2 | 0:2         | 0:2   | —        |          |

### Gruppe H
| Rang | Athletin      | S | N | Sätze | Sätze | Punkte | Punkte |     | Japan | Russland | Tschechien | Dominikanische Republik |
| ---- | ------------- | - | - | ----- | ----- | ------ | ------ | --- | ----- | -------- | ---------- | ----------------------- |
| 1    | Chire Koyama  | 3 | 0 | 6     | 1     | 141    | 110    | —   | 2:1   | 2:0      | 2:0        |                         |
| 2    | Irina Palina  | 2 | 1 | 5     | 2     | 134    | 104    | 1:2 | —     | 2:0      | 2:0        |                         |
| 3    | Jana Dobešová | 1 | 2 | 2     | 4     | 108    | 102    | 0:2 | 0:2   | —        | 2:0        |                         |
| 4    | Blanca Alejo  | 0 | 3 | 0     | 6     | 59     | 126    | 0:2 | 0:2   | 0:2      | —          |                         |

### Gruppe I
| Rang | Athletin        | S | N | Sätze | Sätze | Punkte | Punkte |     | Korea Nord | Deutschland | Russland | Nigeria |
| ---- | --------------- | - | - | ----- | ----- | ------ | ------ | --- | ---------- | ----------- | -------- | ------- |
| 1    | Kim Hyon-hui    | 3 | 0 | 6     | 0     | 128    | 100    | —   | 2:0        | 2:0         | 2:0      |         |
| 2    | Jie Schöpp      | 2 | 1 | 4     | 2     | 120    | 88     | 0:2 | —          | 2:0         | 2:0      |         |
| 3    | Jelena Timina   | 1 | 2 | 2     | 4     | 108    | 113    | 0:2 | 0:2        | —           | 2:0      |         |
| 4    | Funke Oshonaike | 0 | 3 | 0     | 6     | 71     | 126    | 0:2 | 0:2        | 0:2         | —        |         |

### Gruppe J
| Rang | Athletin      | S | N | Sätze | Sätze | Punkte | Punkte |     | Singapur | Korea Nord | Chinesisch Taipeh | Kanada |
| ---- | ------------- | - | - | ----- | ----- | ------ | ------ | --- | -------- | ---------- | ----------------- | ------ |
| 1    | Jing Jun Hong | 3 | 0 | 6     | 1     | 146    | 105    | —   | 2:1      | 2:0        | 2:0               |        |
| 2    | Kim Hyang-mi  | 2 | 1 | 5     | 3     | 159    | 135    | 1:2 | —        | 2:1        | 2:0               |        |
| 3    | Xu Jing       | 1 | 2 | 3     | 4     | 120    | 123    | 0:2 | 1:2      | —          | 2:0               |        |
| 4    | Petra Cada    | 0 | 3 | 0     | 6     | 64     | 126    | 0:2 | 0:2      | 0:2        | —                 |        |

### Gruppe K
| Rang | Athletin      | S | N | Sätze | Sätze | Punkte | Punkte |     | Korea Sud | Deutschland | Chinesisch Taipeh | Turkmenistan 1992 |
| ---- | ------------- | - | - | ----- | ----- | ------ | ------ | --- | --------- | ----------- | ----------------- | ----------------- |
| 1    | Park Hae-jung | 3 | 0 | 6     | 0     | 128    | 86     | —   | 2:0       | 2:0         | 2:0               |                   |
| 2    | Olga Nemes    | 2 | 1 | 4     | 2     | 120    | 100    | 0:2 | —         | 2:0         | 2:0               |                   |
| 3    | Chen Chiu-tan | 1 | 2 | 2     | 4     | 104    | 103    | 0:2 | 0:2       | —           | 2:0               |                   |
| 4    | Aida Steşenko | 0 | 3 | 0     | 6     | 63     | 126    | 0:2 | 0:2       | 0:2         | —                 |                   |

### Gruppe L
| Rang | Athletin        | S | N | Sätze | Sätze | Punkte | Punkte |     | Korea Nord | Korea Sud | Schweden | Peru |
| ---- | --------------- | - | - | ----- | ----- | ------ | ------ | --- | ---------- | --------- | -------- | ---- |
| 1    | Tu Jong-sil     | 3 | 0 | 6     | 0     | 126    | 78     | —   | 2:0        | 2:0       | 2:0      |      |
| 2    | Yoon Ji-hye     | 2 | 1 | 4     | 3     | 135    | 105    | 0:2 | —          | 2:1       | 2:0      |      |
| 3    | Åsa Svensson    | 1 | 2 | 3     | 4     | 116    | 131    | 0:2 | 1:2        | —         | 2:0      |      |
| 4    | Eliana González | 0 | 3 | 0     | 6     | 63     | 126    | 0:2 | 0:2        | 0:2       | —        |      |

### Gruppe M
| Rang | Athletin                | S | N | Sätze | Sätze | Punkte | Punkte |     | Ungarn | Italien | Australien | Indonesien |
| ---- | ----------------------- | - | - | ----- | ----- | ------ | ------ | --- | ------ | ------- | ---------- | ---------- |
| 1    | Csilla Bátorfi          | 3 | 0 | 6     | 0     | 126    | 95     | —   | 2:0    | 2:0     | 2:0        |            |
| 2    | Fliura Bulatowa-Abbate  | 2 | 1 | 4     | 2     | 119    | 97     | 0:2 | —      | 2:0     | 2:0        |            |
| 3    | Shirley Zhou            | 1 | 2 | 2     | 4     | 106    | 97     | 0:2 | 0:2    | —       | 2:0        |            |
| 4    | Rossy Pratiwi Dipoyanti | 0 | 3 | 0     | 6     | 64     | 126    | 0:2 | 0:2    | 0:2     | —          |            |

### Gruppe N
| Rang | Athletin           | S | N | Sätze | Sätze | Punkte | Punkte |     | Rumänien | Litauen | Niederlande | Indien |
| ---- | ------------------ | - | - | ----- | ----- | ------ | ------ | --- | -------- | ------- | ----------- | ------ |
| 1    | Otilia Bădescu     | 3 | 0 | 6     | 1     | 144    | 82     | —   | 2:1      | 2:0     | 2:0         |        |
| 2    | Rūta Paškauskienė  | 2 | 1 | 5     | 3     | 132    | 136    | 1:2 | —        | 2:1     | 2:0         |        |
| 3    | Bettine Vriesekoop | 1 | 2 | 3     | 4     | 124    | 116    | 0:2 | 1:2      | —       | 2:0         |        |
| 4    | Ambika Radhika     | 0 | 3 | 0     | 6     | 60     | 126    | 0:2 | 0:2      | 0:2     | —           |        |

### Gruppe O
| Rang | Athletin       | S | N | Sätze | Sätze | Punkte | Punkte |     | Hongkong 1959 | Vereinigte Staaten | Ungarn | Brasilien |
| ---- | -------------- | - | - | ----- | ----- | ------ | ------ | --- | ------------- | ------------------ | ------ | --------- |
| 1    | Chan Tan Lui   | 3 | 0 | 6     | 1     | 144    | 108    | —   | 2:0           | 2:1                | 2:0    |           |
| 2    | Lily Yip       | 2 | 1 | 4     | 2     | 106    | 97     | 0:2 | —             | 2:0                | 2:0    |           |
| 3    | Krisztina Tóth | 1 | 2 | 3     | 4     | 134    | 121    | 1:2 | 0:2           | —                  | 2:0    |           |
| 4    | Monica Doti    | 0 | 3 | 0     | 6     | 68     | 126    | 0:2 | 0:2           | 0:2                | —      |           |

### Gruppe P
| Rang | Athletin      | S | N | Sätze | Sätze | Punkte | Punkte |     | Schweiz | Brasilien | Rumänien | Nigeria |
| ---- | ------------- | - | - | ----- | ----- | ------ | ------ | --- | ------- | --------- | -------- | ------- |
| 1    | Tu Dai Yong   | 3 | 0 | 6     | 1     | 148    | 95     | —   | 2:0     | 2:1       | 2:0      |         |
| 2    | Lyanne Kosaka | 2 | 1 | 4     | 2     | 99     | 105    | 0:2 | —       | 2:0       | 2:0      |         |
| 3    | Emilia Ciosu  | 1 | 2 | 3     | 5     | 151    | 157    | 1:2 | 0:2     | —         | 2:1      |         |
| 4    | Bose Kaffo    | 0 | 3 | 1     | 6     | 103    | 144    | 0:2 | 0:2     | 1:2       | —        |         |

## Finalrunde
| Achtelfinale | Achtelfinale   | Achtelfinale | Achtelfinale | Achtelfinale | Achtelfinale | Achtelfinale |  |  | Viertelfinale | Viertelfinale | Viertelfinale | Viertelfinale | Viertelfinale | Viertelfinale | Viertelfinale |    |             | Halbfinale | Halbfinale | Halbfinale | Halbfinale | Halbfinale | Halbfinale      | Halbfinale      |                 |                 | Finale          | Finale          | Finale          | Finale | Finale | Finale | Finale |
|              |                |              |              |              |              |              |  |  |               |               |               |               |               |               |               |    |             |            |            |            |            |            |                 |                 |                 |                 |                 |                 |                 |        |        |        |        |
| A1           | Deng Yaping    | 21           | 21           | 24           |              |              |  |  |               |               |               |               |               |               |               |    |             |            |            |            |            |            |                 |                 |                 |                 |                 |                 |                 |        |        |        |        |
| K1           | Park Hae-jung  | 14           | 19           | 22           |              |              |  |  | A1            | Deng Yaping   | 21            | 21            | 21            |               |               |    |             |            |            |            |            |            |                 |                 |                 |                 |                 |                 |                 |        |        |        |        |
| P1           | Tu Dai Yong    | 21           | 9            | 16           | 17           |              |  |  | G1            | Nicole Struse | 16            | 9             | 13            |               |               |    |             |            |            |            |            |            |                 |                 |                 |                 |                 |                 |                 |        |        |        |        |
| G1           | Nicole Struse  | 18           | 21           | 21           | 21           |              |  |  |               |               |               |               |               |               |               | A1 | Deng Yaping | 21         | 21         | 21         | 21         |            |                 |                 |                 |                 |                 |                 |                 |        |        |        |        |
| E1           | Chai Po Wa     | 16           | 20           | 21           | 20           |              |  |  | D1            | Liu Wei       | 23            | 17            | 19            | 9             |               |    |             |            |            |            |            |            |                 |                 |                 |                 |                 |                 |                 |        |        |        |        |
| I1           | Kim Hyon-hui   | 21           | 22           | 14           | 22           |              |  |  | I1            | Kim Hyon-hui  | 12            | 20            | 14            |               |               |    |             |            |            |            |            |            |                 |                 |                 |                 |                 |                 |                 |        |        |        |        |
| N1           | Otilia Bădescu | 18           | 16           | 13           |              |              |  |  | D1            | Liu Wei       | 21            | 22            | 21            |               |               |    |             |            |            |            |            |            |                 |                 |                 |                 |                 |                 |                 |        |        |        |        |
| D1           | Liu Wei        | 21           | 21           | 21           |              |              |  |  |               |               |               |               |               |               |               | A1 | Deng Yaping | 21         | 21         | 20         | 17         | 21         |                 |                 |                 |                 |                 |                 |                 |        |        |        |        |
| C1           | Chen Jing      | 21           | 21           | 15           | 21           |              |  |  | C1            | Chen Jing     | 14            | 17            | 22            | 21            | 5             |    |             |            |            |            |            |            |                 |                 |                 |                 |                 |                 |                 |        |        |        |        |
| M1           | Csilla Bátorfi | 13           | 14           | 21           | 14           |              |  |  | C1            | Chen Jing     | 21            | 21            | 21            |               |               |    |             |            |            |            |            |            |                 |                 |                 |                 |                 |                 |                 |        |        |        |        |
| O1           | Chan Tan Lui   | 14           | 21           | 21           | 21           |              |  |  | O1            | Chan Tan Lui  | 12            | 15            | 19            |               |               |    |             |            |            |            |            |            |                 |                 |                 |                 |                 |                 |                 |        |        |        |        |
| F1           | Geng Lijuan    | 21           | 17           | 11           | 14           |              |  |  |               |               |               |               |               |               |               | C1 | Chen Jing   | 21         | 23         | 21         |            |            |                 |                 |                 |                 |                 |                 |                 |        |        |        |        |
| H1           | Chire Koyama   | 21           | 22           | 16           | 17           | 21           |  |  | B1            | Qiao Hong     | 9             | 21            | 17            |               |               |    |             |            |            |            |            |            |                 |                 |                 |                 |                 |                 |                 |        |        |        |        |
| L1           | Tu Jong-sil    | 12           | 20           | 21           | 21           | 16           |  |  | H1            | Chire Koyama  | 18            | 19            | 16            |               |               |    |             |            |            |            |            |            | Spiel um Bronze | Spiel um Bronze | Spiel um Bronze | Spiel um Bronze | Spiel um Bronze | Spiel um Bronze | Spiel um Bronze |        |        |        |        |
| J1           | Jing Jun Hong  | 9            | 12           | 14           |              |              |  |  | B1            | Qiao Hong     | 21            | 21            | 21            |               |               |    | D1          | Liu Wei    | 17         | 21         | 19         | 11         |                 |                 |                 |                 |                 |                 |                 |        |        |        |        |
| B1           | Qiao Hong      | 21           | 21           | 21           |              |              |  |  |               |               |               |               |               |               |               | B1 | Qiao Hong   | 21         | 15         | 21         | 21         |            |                 |                 |                 |                 |                 |                 |                 |        |        |        |        |